# 京北学園白山高等学校
京北学園白山高等学校（けいほくがくえんはくさんこうとうがっこう）とは、東京都北区赤羽台一丁目にあった私立高等学校。設置者は学校法人東洋大学。2011年に設置法人の学校法人京北学園が学校法人東洋大学と合併し、学校法人東洋大学の設置校 となった。

## 概要
哲学館（東洋大学の前身）を設立した井上円了によって、1908年に京北実業学校として開校した。
東洋大学京北中学高等学校と提携しており、委員会・部活動などは基本的に3校合同で行われていた。

## 沿革
- 1898年 - 京北中学校設立認可
- 1899年 - 京北中学校開校
- 1908年 - 京北実業学校設立認可、開校

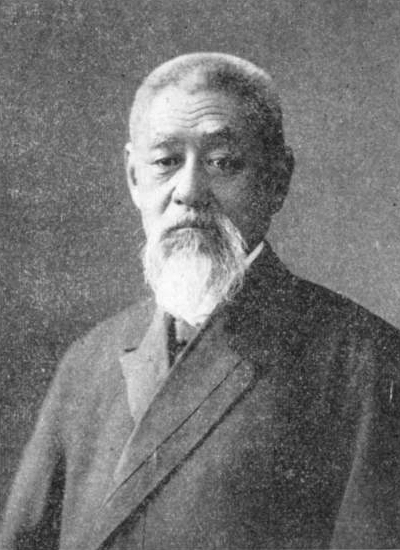
井上円了

- 1913年 - 東洋大学財団と合併し、東洋大学財団となる
- 1944年 - 工業学校となる。その後、終戦により実業学校に戻る
- 1947年 - 京実中学校（新制）開校
- 1948年 - 京北実業学校が京北実業高等学校となる
- 1950年 - 京北高等学校と京北実業高等学校が合併し、京北高等学校（普通科・商業科）となる
- 1951年 - 東洋大学財団より分離し、学校法人京北学園となる
- 1953年 - 京北高等学校の普通科を京北高等学校（普通科）に、京北高等学校の商業科を京北商業高等学校（商業科）とする。京実中学校廃止
- 1984年 - 制服をブレザー・ネクタイとする
- 1986年 - 商業高等学校に鶏鳴賞を設置
- 1998年 - 創立100周年。東京国際フォーラムにおいて記念式典挙行
- 2002年 - 京北商業高等学校から京北学園白山高等学校に校名変更
- 2005年 - 伊豆稲取に「京北学園セミナーハウス」完成
- 2011年 - 設置法人の合併により学校法人東洋大学の設置校となる。京北中学校・高等学校とともに東洋大学赤羽台キャンパス（旧北区立赤羽台中学校）へ仮移転（その後、京北中学校・高等学校は文京区白山へ再移転）
- 2014年 - 本年度から生徒募集停止
- 2016年 - 本年度から休校

## 設置学科
- 全日制課程
  - 商業科

## 主な卒業生

### 京北実業学校時代
- 片野一郎（会計学者）
- 四代目稀音家六四郎（長唄稀音家流家元、東京芸術大学教授）
- 和久本貞雄（昭和大学名誉教授、瑞宝中綬章受章）

### 京北商業高時代
- 徳野雅仁

### 京北学園白山高時代
- 生沼勇
- PDS株式会社（YouTuber）

## 関連学校
- 東洋大学京北中学高等学校
- 京北幼稚園